# Claude François de Malet

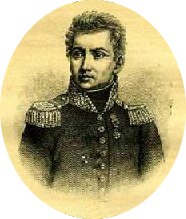
Claude-François de Malet

Claude François de Malet (ngày 28 tháng 6 năm 1754 - ngày 29 tháng 10 năm 1812) sinh ra tại Dole trong một gia đình quý tộc. Ông đã bị một đội bắn hành quyết, sáu ngày sau khi dàn dựng một cuộc đảo chính Cộng hòa thất bại do Napoleon I trở về từ chiến dịch thất bại trước quân Nga vào năm 1812.
Malet gia nhập như làm lính ngự lâm lúc 17 tuổi như tình trạng được phổ biến của những người quý tộc trẻ tuổi của Ancien régime, nhưng vua Louis XVI giải tán các trung đoàn ngự lâm quân trong năm 1776 vì lý do ngân sách. 
Năm 1790 gia đình Malet đã tước quyền thừa kế của ông vì ông đã ủng hộ cuộc cách mạng Pháp, khi ông trở thành chỉ huy của Vệ binh quốc gia thành phố quê hương của mình và tổ chức kỷ niệm cuộc đột chiếm Bastille. Malet tình nguyện cho quân đội cách mạng khi chiến tranh nổ ra và đã được điều tới Bộ binh Trung đoàn 50 của quân đội của Rhine với vị trí đại úy.